# Viel-Arcy
Viel-Arcy ist eine französische Gemeinde mit 172 Einwohnern (Stand 1. Januar 2022) im Département Aisne in der Region Hauts-de-France. Sie gehört zum Arrondissement Soissons, zum Kanton Fère-en-Tardenois und zum Gemeindeverband Val de l’Aisne.

## Lage
Die Gemeinde Viel-Arcy liegt an der Aisne, 20 Kilometer östlich von Soissons. Umgeben wird Viel-Arcy von den Nachbargemeinden Pont-Arcy im Norden, Bourg-et-Comin und Œuilly im Nordosten, Les Septvallons im Osten, Dhuizel im Süden sowie Saint-Mard im Westen.

## Bevölkerungsentwicklung
| Jahr      | 1962 | 1968 | 1975 | 1982 | 1990 | 1999 | 2006 | 2014 | 2022 |
| Einwohner | 191  | 176  | 153  | 140  | 131  | 151  | 172  | 179  | 172  |

## Sehenswürdigkeiten
- Kirche Saint-Pierre-et-Saint-Paul, Monument historique 1919 und 1933[1]

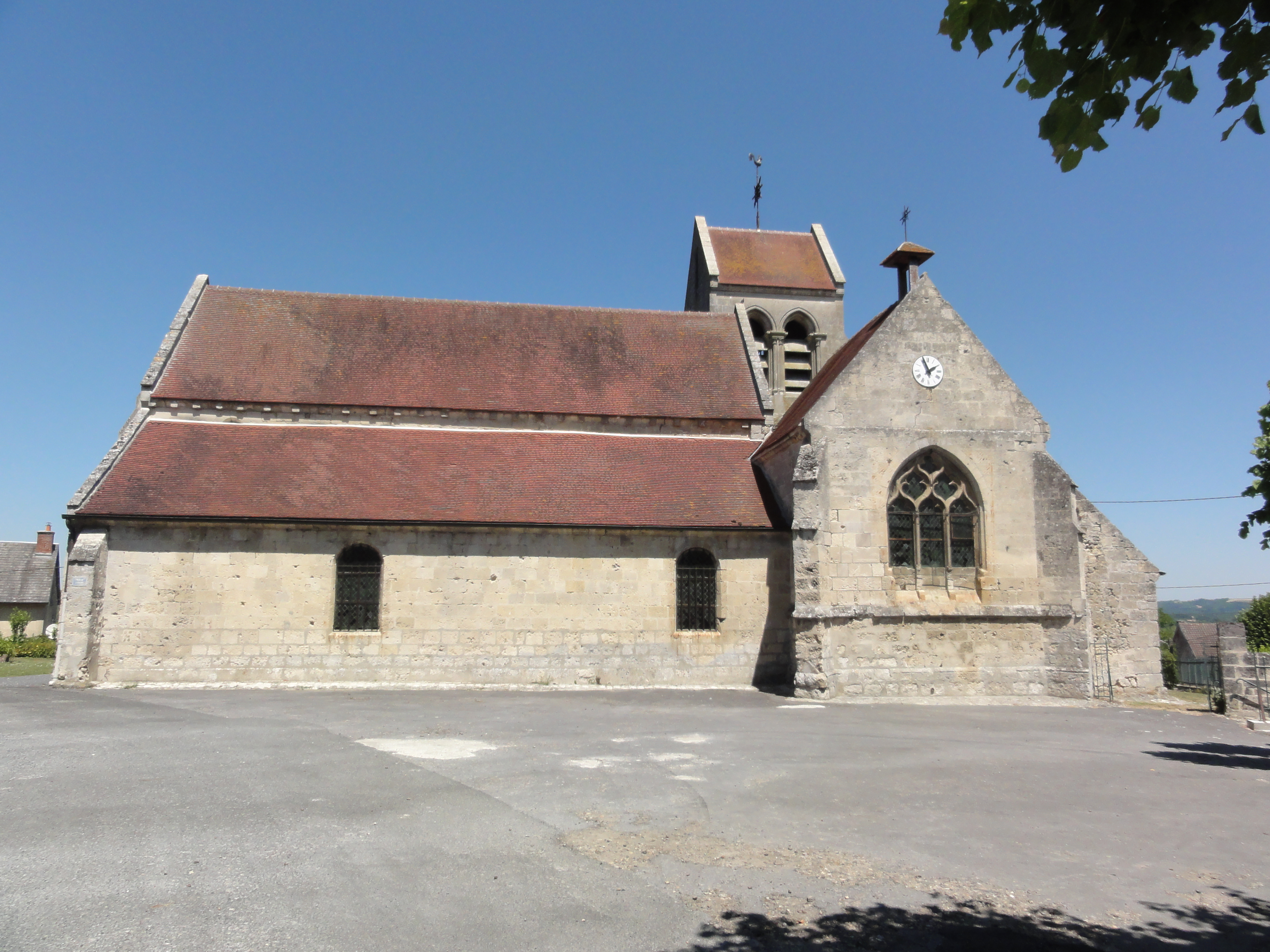
Kirche Saint-Pierre-et-Saint-Paul
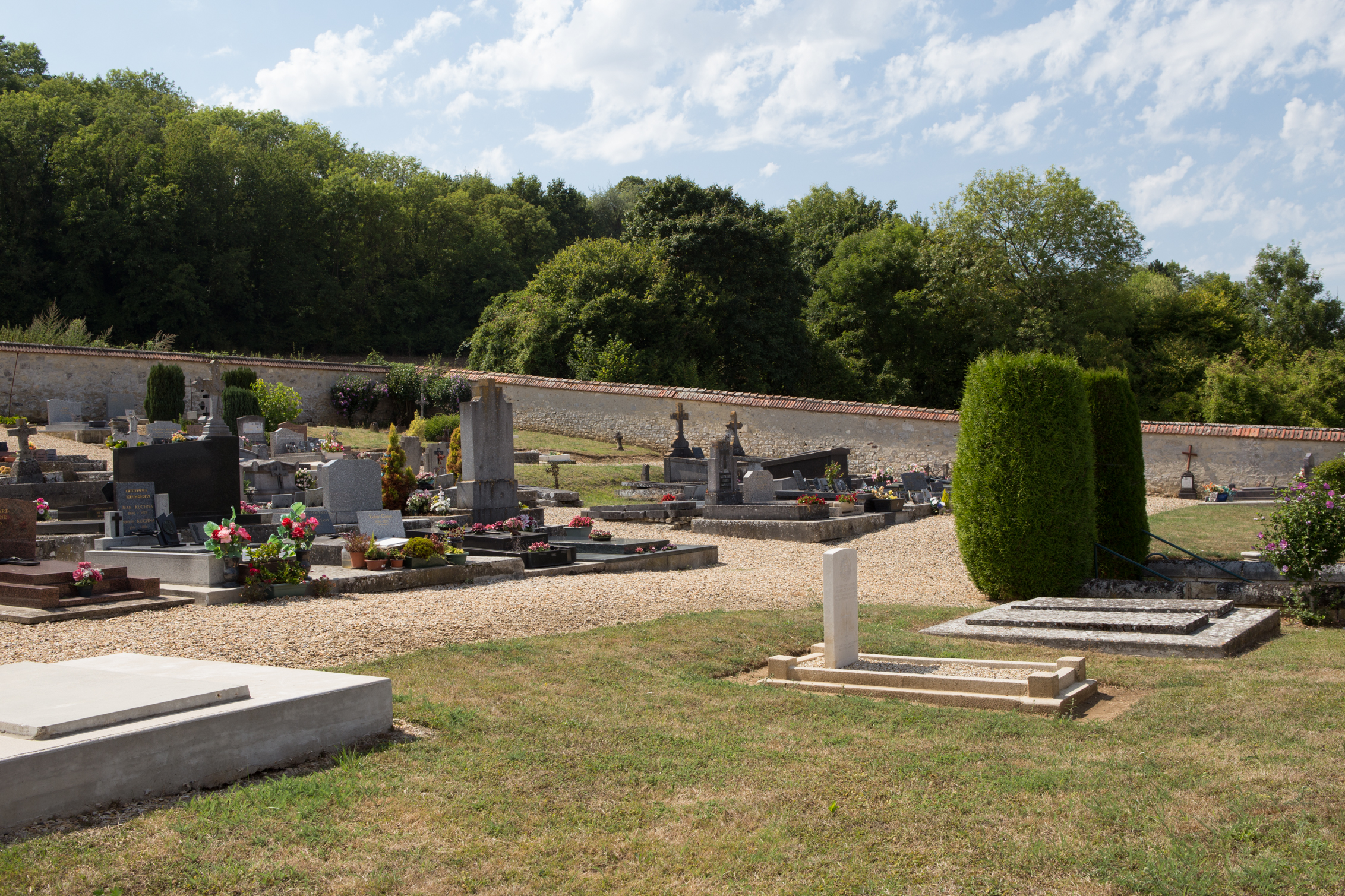
Kommunaler Friedhof mit Soldatengräbern des Commonwealth
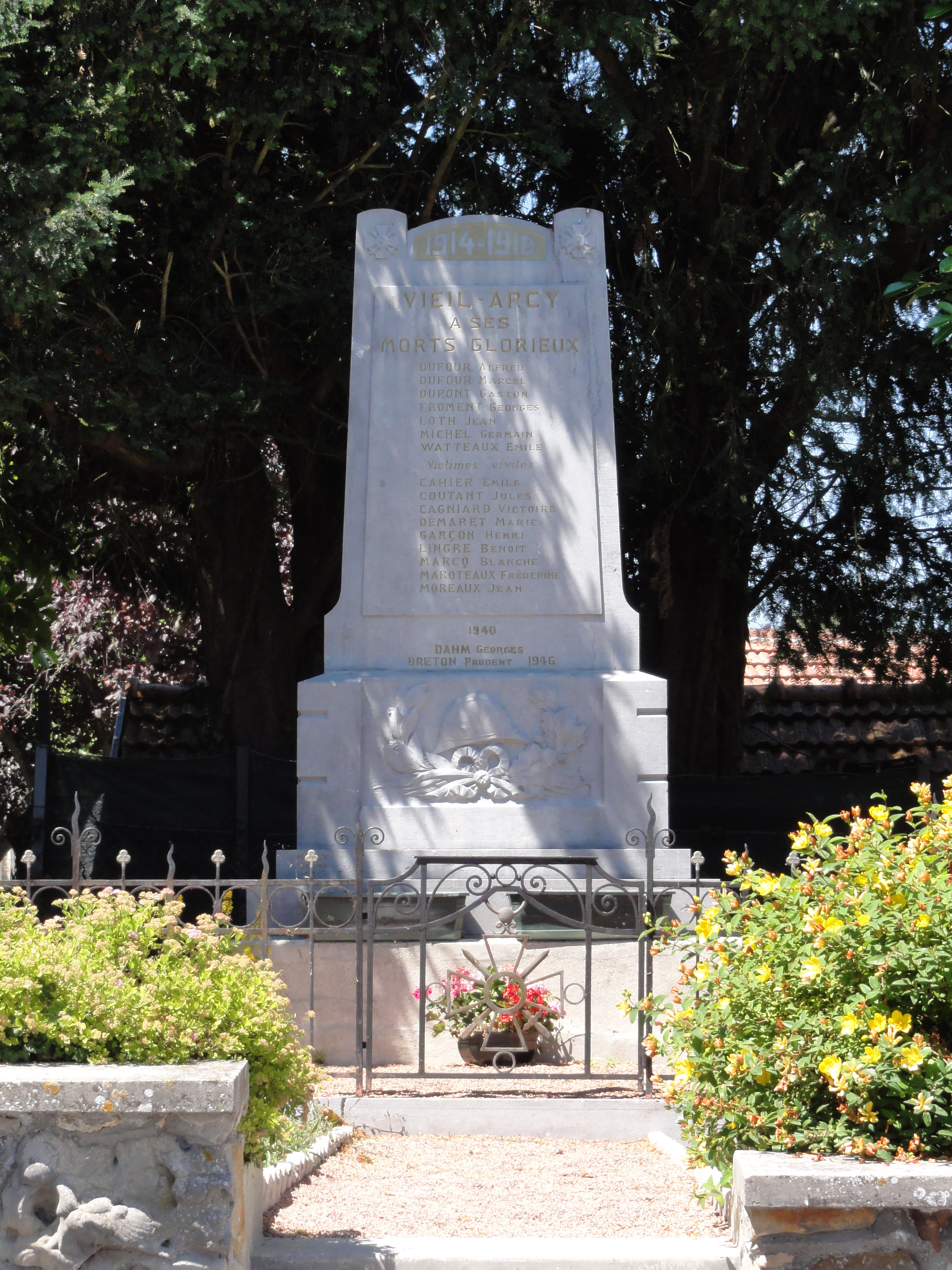
Gefallenendenkmal

## Belege
1. ↑  Eintrag in der Base Mérimée des Kulturministeriums. Abgerufen am 4. Oktober 2018 (französisch).